# Distrito Escolar del Condado de Cobb
El Distrito Escolar del Condado de Cobb (Cobb County School District, CCSD) es el distrito escolar del Condado de Cobb, Georgia, Estados Unidos. Tiene su sede en Marietta. A partir de 2016 tiene más de 112.000 estudiantes.
Sirve a todos ubicaciones del condado sin la Ciudad de Marietta; Marietta City Schools sirve a esta ciudad.
Es el segundo distrito escolar más grande del estado de Georgia y el vigésimo cuarto distrito escolar más grande de los Estados Unidos. Gestiona 67 escuelas primarias, 25 escuelas medias, 16 escuelas preparatorias (high schools), dos escuelas charter, dos centros de educación especial, un centro de enseñanza para adultos, y un "performance learning center".